# 彼得罗巴甫洛夫卡 (楚河州)
彼得罗巴甫洛夫卡（俄语：Петропавловка）是吉尔吉斯斯坦楚河州下辖的一个村，始建于1902年。根据2009年吉尔吉斯共和国人口普查，全村人口为2242人。